# Pecorino (winorośl)

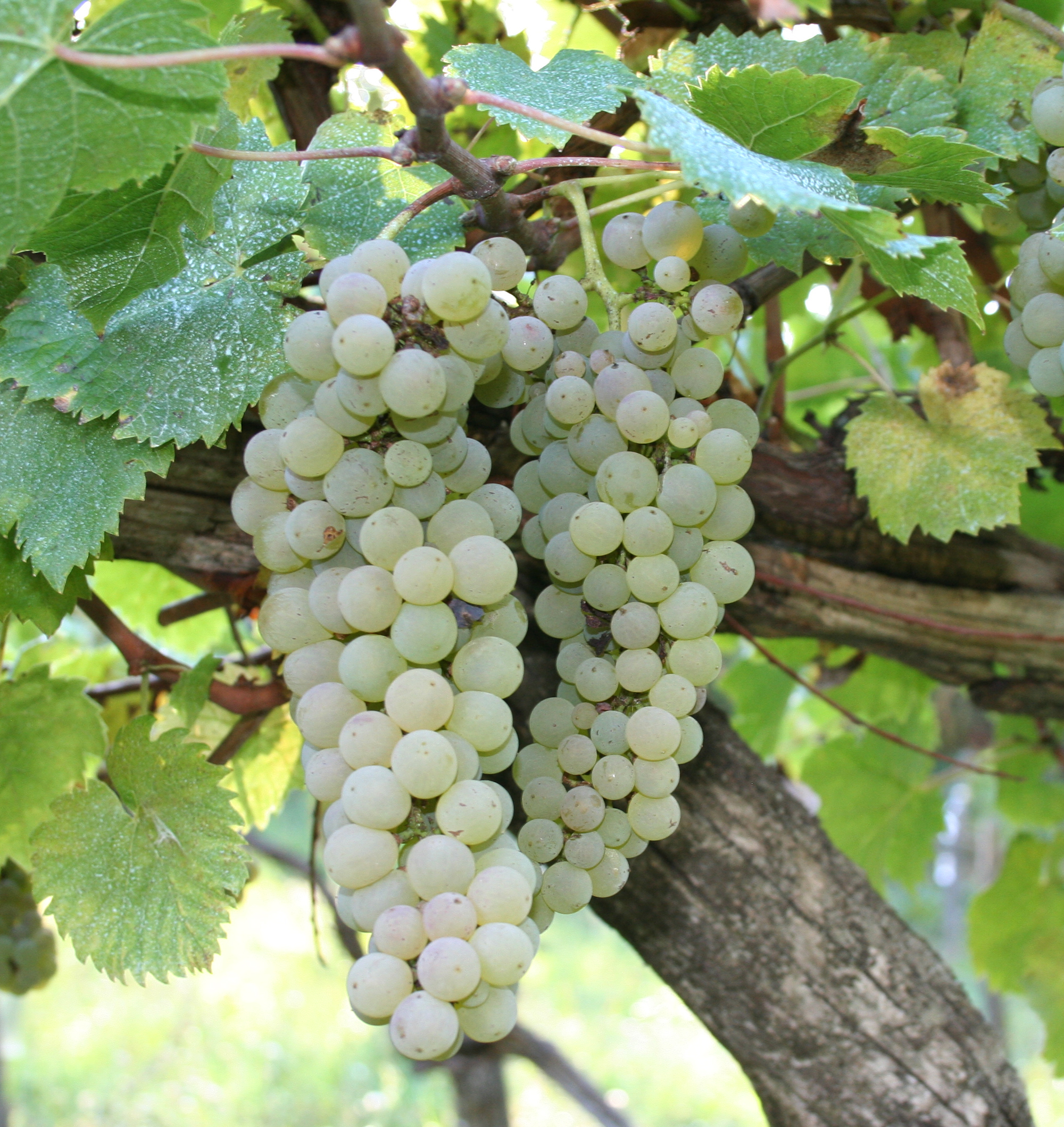
Pecorino di Arquata del Tronto.

Pecorino – stary biały szczep winorośli, spotykany przede wszystkim w środkowych Włoszech i pochodzący przypuszczalnie z okolic Perugii, gdzie rósł w XIX wieku. Uprawiany w regionach Abruzja, Lacjum, Marche oraz Umbria. W 2000 roku obszar upraw wynosił 87 ha, ale rośnie.
Odmiana pecorino wcześnie dojrzewa. Wina produkowane z winogron charakteryzują się delikatnym zapachem oraz orzeźwiającym bukietem, w zależności od producenta, mineralnym bądź kwiatowym. Pecorino jest odmianą spotykaną w kilku apelacjach klasy DOC - jest obowiązkowym składnikiem win falerio dei colli ascolani i offida (w wariancie pecorino), może także wchodzić w skład innych win, gdzie dopuszcza się dodatek lokalnych białych odmian, np. controguerra. W handlu spotyka się także wina z winogron pecorino innych kategorii, np. IGT Terre di Chieti.

## Synonimy
Zarejestrowano następujące synonimy odmiany pecorino: arquitano, biancuccia, bifolchetto, bifolco, bifolvo, dolcipappola, forcese, forconese, iuvino, juvino, lanzesa, moscianello, mosciolo, mostarello, norcino, pecorella, pecorello, pecori, pecorina, pecorina arquatanella, pecorino bianco, pecorino de arquata, pecorino di osimo, piscianello, piscianino, promotico, sgranarella, striccarella, trebbiano viccio, uva cani, uva degli osti, uva del'occhio piccola, uva delle donne, uva delle peccore, uvarella, uvina, vecia, verdicchio bastardo bianco i vissanello.